# Sixt-von-Armin-Kaserne
Die Sixt-von-Armin-Kaserne ist eine ehemalige Kaserne im Westen der Kernstadt von Wetzlar. Das erhaltene Stabsgebäude steht als Baudenkmal unter Denkmalschutz. Zusammen mit der Spilburg-Kaserne im Süden der Wetzlarer Kernstadt waren in der Spitze über 4500 militärische und 800 zivile Mitarbeiter in der Stadt tätig, so dass Wetzlar als größte Garnisonsstadt Hessens fungierte.
Zwischen 1935 und 1936 entstanden in der Silhöfer Aue, unterhalb der Burg Kalsmunt, im Zuge der Aufrüstung der Wehrmacht zwei Kasernenanlagen. Der Bereich A wurde ab September 1936 vom Maschinengewehrbataillon 2 genutzt, in den Bereich B war im März 1936 bereits die Nachrichten-Abteilung 9 eingezogen. Ab November 1938 folgte die II. Abteilung des Artillerieregiments 45.
Nach dem Ende des Zweiten Weltkriegs bis 1947 wurden die Kasernen in Wetzlar zunächst als Lager für Befreite und Flüchtlinge genutzt. Dann übernahmen die US-amerikanischen Streitkräfte die Anlage als Lloyd Barracks, ehe 1951 französische Einheiten in die Caserne Lloyd einzogen. 1957 übernahm die Bundeswehr die Kaserne.
Das am 1. August 1956 in Grafenwöhr aufgestellte Panzergrenadierbataillon 15 zog im März 1957 in die Kaserne ein. Im selben Monat wurde auch das Panzerbataillon 15, das am 3. September 1956 ebenfalls in Grafenwöhr gebildet worden war, in der späteren Sixt-von-Armin-Kaserne in Wetzlar stationiert.
Mit der Heeresstruktur II wurden am 2. Januar 1959 aus dem Panzerbataillon 15 das Panzerbataillon 134 und im März 1959 aus dem Panzergrenadierbataillon 15 das Panzergrenadierbataillon 133 gebildet. Beide Einheiten blieben in der Kaserne in Wetzlar stationiert.
Am 1. Juli 1962 wurde die 3./Versorgungsbataillon 136 in der Kaserne stationiert, die am 15. November 1972 in die Instandsetzungskompanie 130 umgegliedert wurde.
Am 1. November 1959 wurde in der Kaserne in Wetzlar die Panzerpionierkompanie 130 aus Teilen des Panzerpionierbataillons 5 aufgestellt.
1964 wurde die Kaserne schließlich nach dem General der Infanterie und Wetzlarer Ehrenbürger Friedrich Sixt von Armin benannt.
Die am 1. Dezember 1961 im Lager Stegskopf bei Daaden im Westerwald aufgestellte Ausbildungskompanie 4/5 zog am 21. November 1965 in die Sixt-von-Armin-Kaserne um.
Mit der Heeresstruktur III wurde das Versorgungsbataillon 136 zum 14. November 1972 umgegliedert. Aus ihm entstanden am 15. November 1972 in der Sixt-von-Armin-Kaserne die Nachschubkompanie 130 und die Instandsetzungskompanie 130.
Am 18. November 1980 wurde die Ausbildungskompanie 4/5 zur Nachschubausbildungskompanie 7/5 umbenannt. Am 30. September 1988 wurde diese Kompanie außer Dienst gestellt.
Seit Mitte der 1980er Jahre waren in der Kaserne die Fahrschulgruppen Wetzlar 1 und Wetzlar 3 sowie des Panzerbataillons 134 stationiert. Die beiden erstgenannten Gruppen wurden am 31. März 1994 aufgelöst, während die Außerdienststellung der Fahrschulgruppe Panzerbataillon 134 bereits zum 30. September 1992 erfolgte.
Zur medizinischen Versorgung waren in der Kaserne der Sanitätsbereich 47/7 mit Material ausgestattet, der Truppenarzt Wetzlar stationiert und seit 1. April 1981 die Zahnarztgruppe 418/2 tätig.
Das Ende des Kalten Krieges brachte für die Sixt-von-Armin-Kaserne schrittweise das Aus. Zunächst wurde am 31. März 1992 die Panzerpionierkompanie 130 außer Dienst gestellt.
Am 30. September 1992 folgten die Auflösung des Panzergrenadierbataillons 133 und des Panzerbataillons 134.
Schließlich endete am 31. März 1993 die Verwendung der Instandsetzungskompanie 130 und der Nachschubkompanie 130.
Im Anschluss wurde die Sixt-von-Armin-Kaserne von der Bundeswehr aufgegeben. Das Gelände erfuhr daraufhin eine Konversion zum Gewerbe- sowie Wohngebiet. Es bildet heute als Quartier „Westend“ einen Teil des Stadtbezirks Silhöfer Aue/Westend.